# 英雄时代 (小说)
《英雄时代》是作家柳建伟的长篇小说，曾荣获2005年第6届茅盾文学奖。2001年4月由《中国作家》第4期刊登。

## 故事梗概
《英雄时代》讲述京城高干子弟陆承伟、史天雄两兄弟在城市改革深化时期的命运沉浮，讴歌了改革开放之后中国人民沉入经济建设中的热潮，同时批判了经济制度和政治制度不健全导致财富被权贵集团支配的问题。

## 主要人物
- 史天雄，父母是烈士，养父、岳父陆震天曾是中国共产党中央政治局委员，妻子门第显赫。研究生毕业，曾入伍立一等功，41岁当国家电子信息部某司副司长，辞职从事零售业。
- 陆承伟，父亲陆震天是红军，中华人民共和国建立后出任高官。上山下乡运动时，他是知青。之后在工农兵大学毕业后去美国留学。回国后投身商海，利用各种关系和漏洞积累了巨额财富。

## 改编作品
2004年，《英雄时代》被改编成同名电视剧，由萧锋执导，巫刚、梅婷等主演。